# Thomas Walsh (Politiker)
Thomas Walsh (irisch Tomás Breathnach; * 18. Dezember 1901; † 14. Juli 1956) war ein irischer Politiker der Fianna Fáil.

## Biografie
Walsh, der von Beruf Landwirt war, wurde 1943 Mitglied des Senats (Seanad Éireann) und vertrat dort bis 1944 die Gruppe der Landwirtschaft. 1948 wurde er als Kandidat der Fianna Fáil zum Mitglied des Unterhauses (Dáil Éireann) gewählt und vertrat dort bis zu seinem Tod am 14. Juli 1956 die Interessen des Wahlkreises Carlow-Kilkenny.
Nach dem Wahlsieg der Fianna Fáil berief ihn Premierminister (Taoiseach) Éamon de Valera am 13. Juni 1951 zum Landwirtschaftsminister. Dieses Amt übte er bis zum Ende von de Valeras Amtszeit nach der Wahlniederlage gegen die Fine Gael am 2. Juni 1954 aus.